# Bhuvanesvar
Bhuvanesvar vagy Bhubanésvar (orija nyelven: ଭୁବନେଶ୍ୱର, angolul: Bhubaneswar  kiejtése)
város India északkeleti részén, Orisza szövetségi állam fővárosa.  A városnak 2011-ben 837 000 fő, elővárosokkal együtt 882 000 fő lakosa volt. Kalkuttától kb. 480 km-re délnyugatra fekszik.
Jelentős zarándokhely, mintegy 500 hindu templommal a területén, amelyek közül számos a 7-13. század között épült. A Nagytemplom 650-ből származik. Itt látható Siva isten gránitszobra, amelyet nap mint nap vízzel, tejjel és egy bhang nevű készítménnyel mosdatnak. Egykoron 7 000 hindu templom állt a szent tó (Binduszágar) partján. 
Oktatási intézményei regionális jelentőségűek. Az Utkal Egyetemet 1943-ban alapították.

## Templomai
Templomai három építési időszakot reprezentálnak: 
- 7–10. század építményei (Parasurámésvara és Vaitál-deul)
- 10–12. század (Muktésvara-, Brahmésvara-, Dzsagannátha- Lingarádzsa-templomok)
- 12–13. század templomegyüttesei (Rádzsaráni-, Ananta Vászudéva-templomok).[2]

A meglehetősen kicsi Parasurámésvara-templom emelvény (piszták) nélkül a talajon áll, közvetlenül hozzá csatlakozik az oldalfalain a táncosokkal, zenészekkel gazdagon dekorált dzsagamóhana. Jellemzőek az oriszai templomokra a kis szentélymásolatok, amelyeket az építmények oldalain sűrűn ismételnek.  
A Muktésvara-templom egyedisége abban nyilvánul meg, hogy dzsagamóhanájának mennyezete lótuszvirágot mintáz. Előtte kis kapu féle építmény (tórana) található, amely első ránézésre boltívnek tűnik, azonban valójában záróelemét vízszintesen egymásra rakott kövek alkotják, ezek saját súlyuknál fogva, kötőanyag nélkül nehezednek az oszlopokra.  
Ugyanitt található a kharkara stílusú Vaitál-deul, amelyet tantrikus istenségeknek szenteltek, és a Siva feleségének egyik alakjáról elnevezett Gauri-templom is.
Az ünnepi Lingarádzsa-templom (épült a 11–12. században) egyik kiemelkedő példája a kétcellás, háromoszlopos csarnokoknak, amelyek tengelyesen megelőzik a belső szentélyt. Keletről nyugatra: a felajánlások csarnoka, tánccsarnok, a hívek csarnoka, és végül a megfelelő belső szentély. Ellentétben számos történelmi templommal, ez a hatalmas szentély mind a mai napig aktív használatban van, és a nem hinduk számára nem látogatható, a turisták csak emelvényről tekinthetik meg. A Lingarádzsa-templom Bhuvanesvarban a betetőzése az oriszai templomépítészetnek.

## Galéria

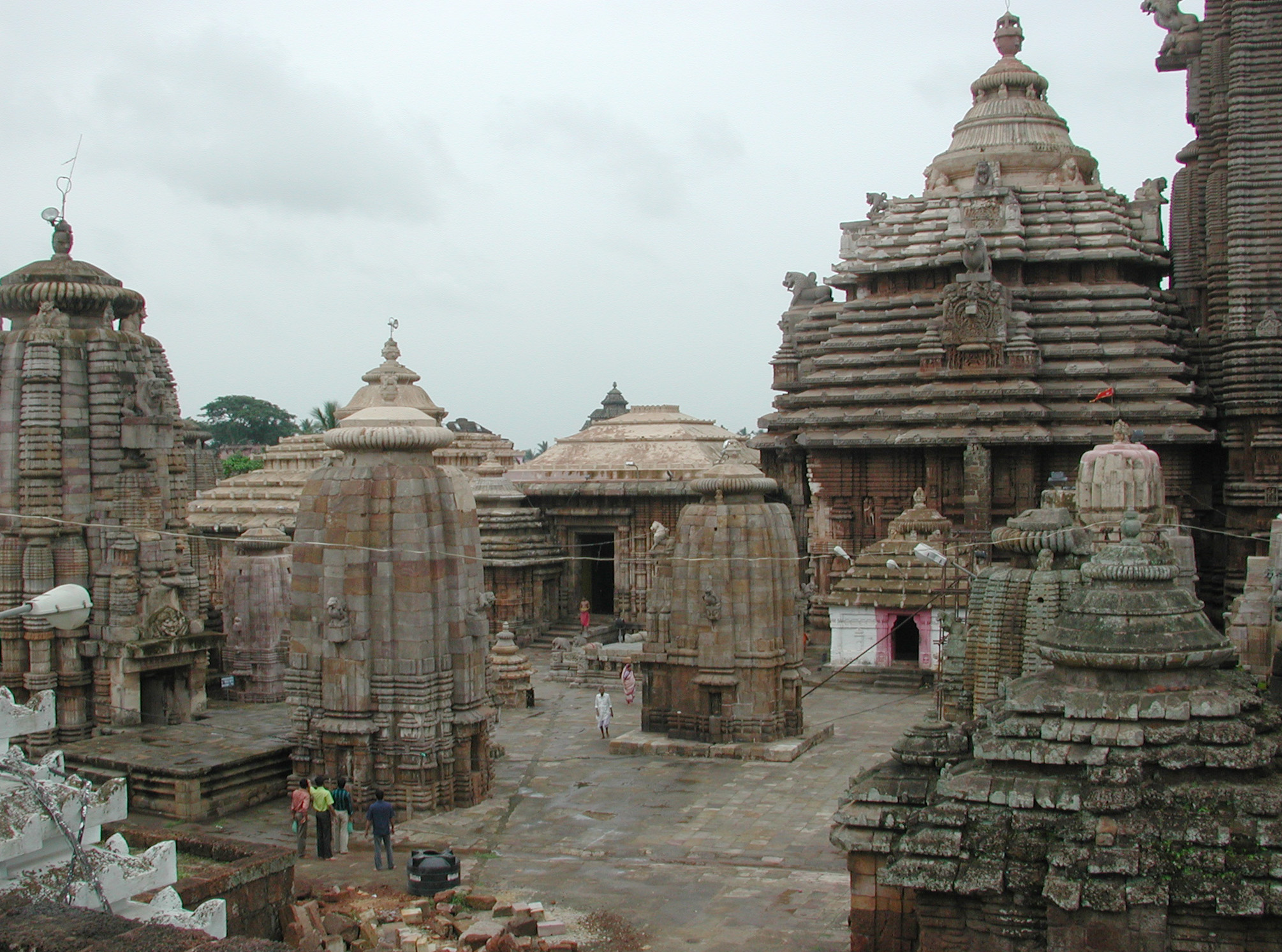
Lingarádzsa-templom
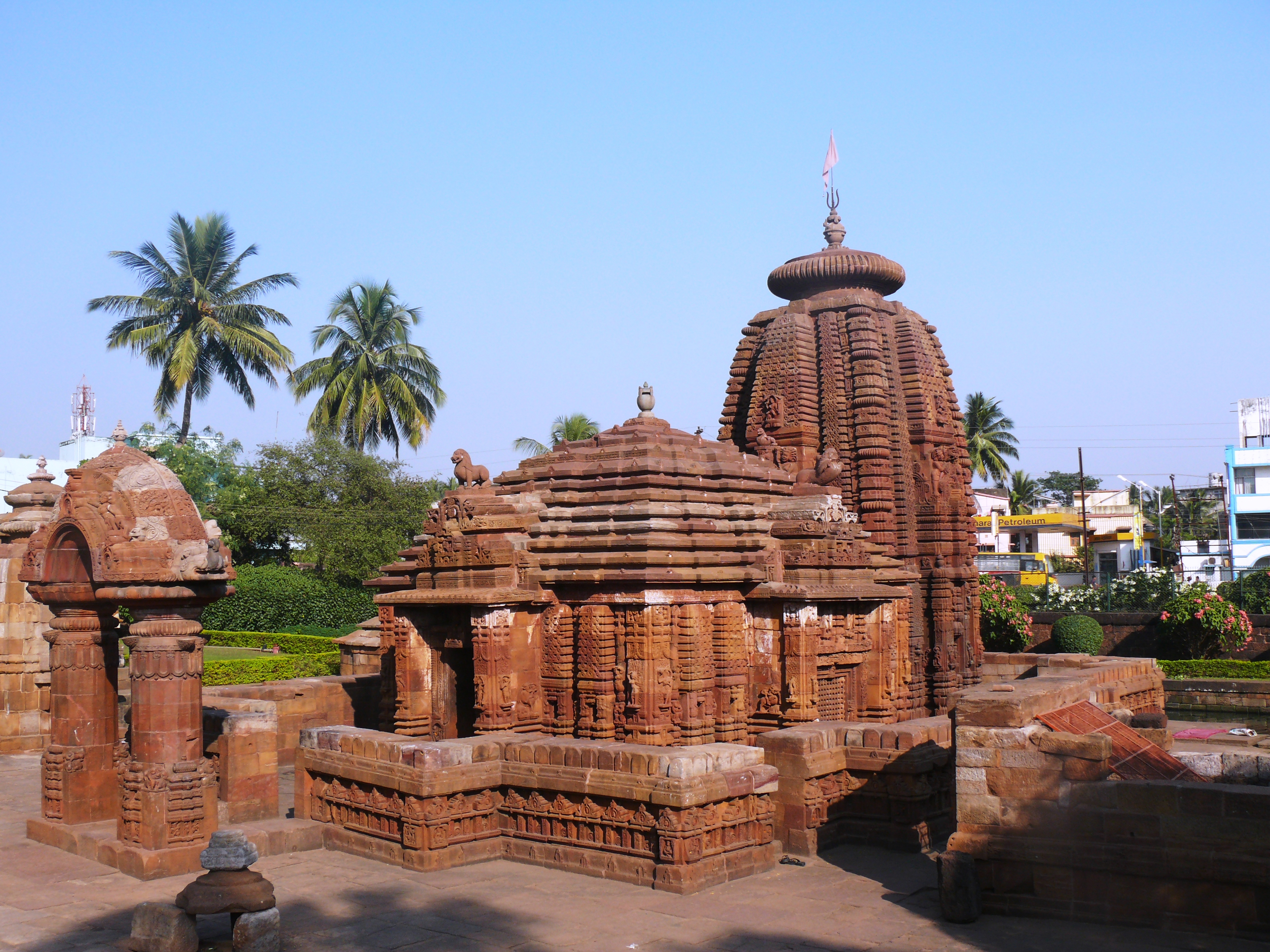
Muktésvara
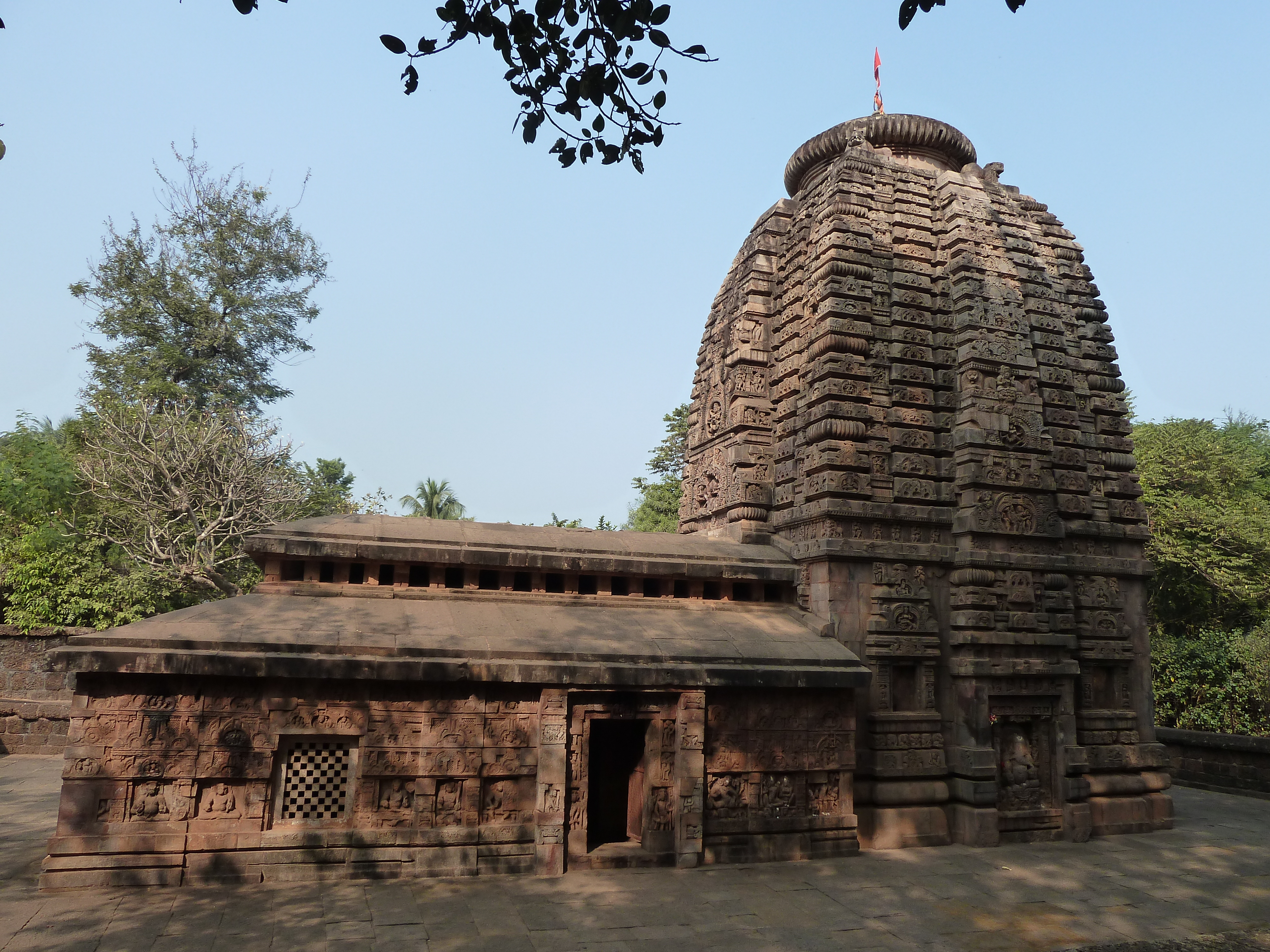
Parasurámésvara
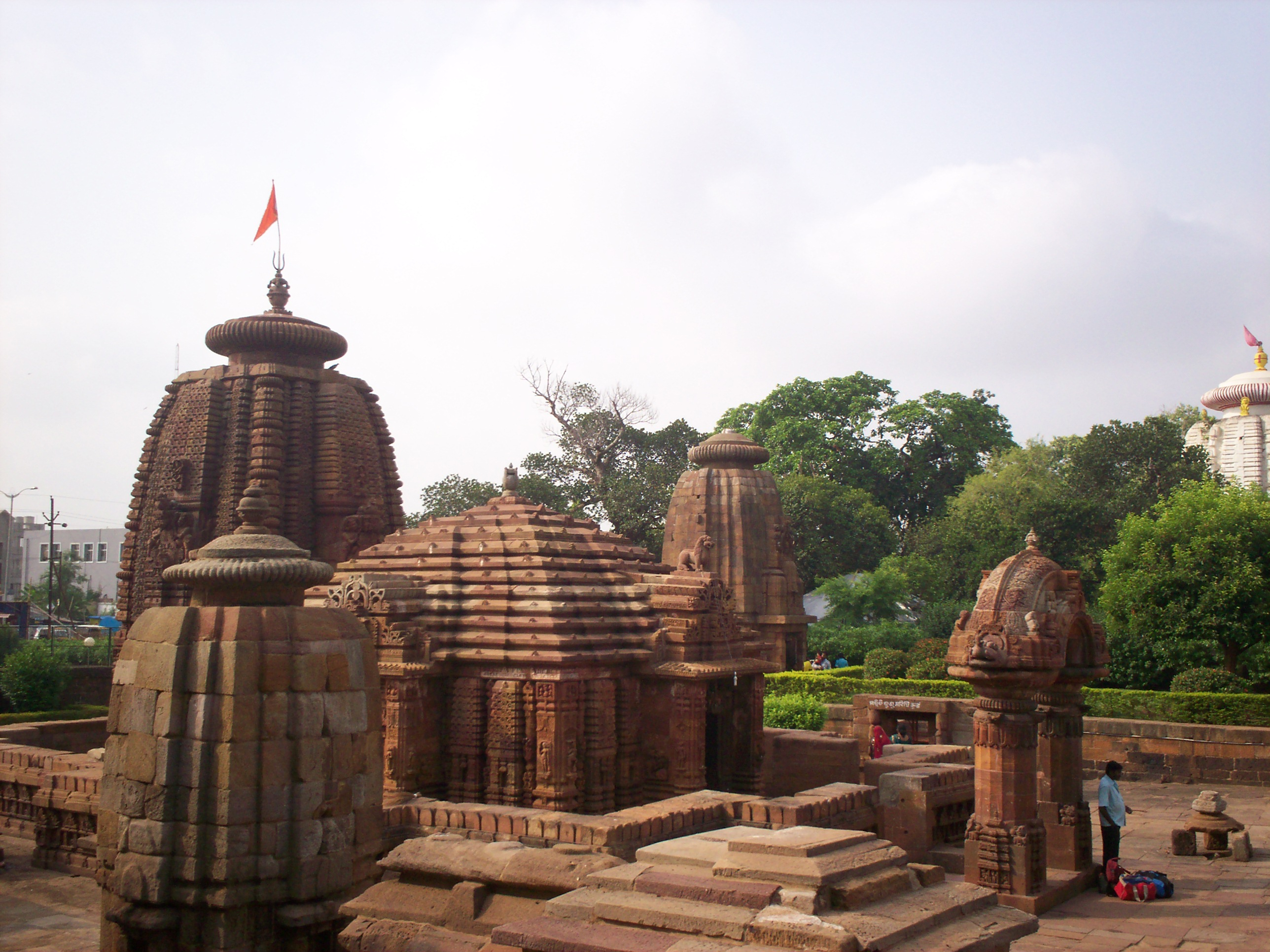
Rádzsaráni
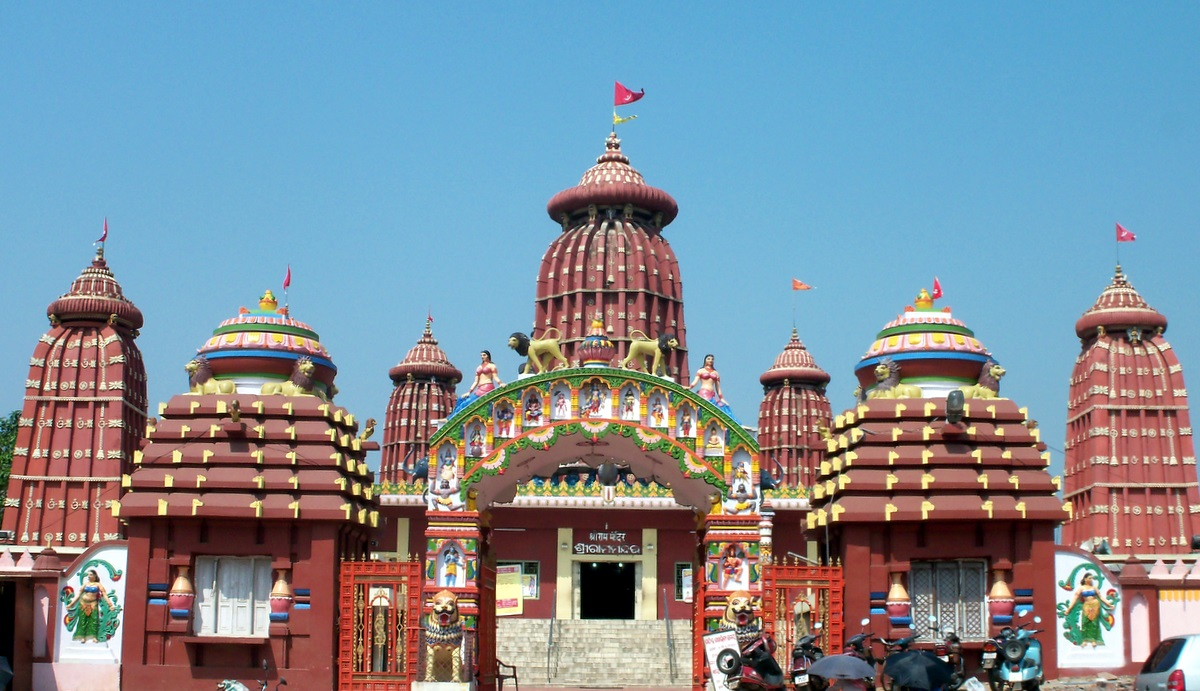
Ram Mandir

## Fordítás
- Ez a szócikk részben vagy egészben  a   Bhubaneswar című német Wikipédia-szócikk fordításán alapul.  Az eredeti cikk szerkesztőit annak laptörténete sorolja fel. Ez a jelzés csupán a megfogalmazás eredetét és a szerzői jogokat jelzi, nem szolgál a cikkben szereplő információk forrásmegjelöléseként.